# 텃 다항식
그래프 이론과 매트로이드 이론에서 텃 다항식(Tutte多項式, 영어: Tutte polynomial)은 유한 그래프 및 유한 매트로이드에 대응되는 2변수 정수 계수 다항식이다. 그래프 및 매트로이드의 다양한 성질들을 텃 다항식의 특별한 값으로 얻을 수 있다.

## 정의
유한 매트로이드 {\displaystyle (E,{\mathcal {I}})}의 텃 다항식은 다음과 같은 2변수 다항식
{\displaystyle T_{E}(x,y)\in \mathbb {Z} [x,y]}
이다.
{\displaystyle T_{E}(x,y)=\sum _{S\subseteq E}(x-1)^{\operatorname {rank} (E|S)}(y-1)^{|S|-\operatorname {rank} (S|\varnothing )}}
유한 그래프의 텃 다항식은 그 순환 매트로이드의 텃 다항식을 뜻한다.

## 성질
매트로이드의 텃 다항식은 다음을 만족시킨다.
- {\displaystyle T_{E}(1,1)}은 {\displaystyle E}의 기저의 수이다.
- {\displaystyle T_{E}(2,1)}은 {\displaystyle E}의 독립 집합의 수이다.
- {\displaystyle T_{E}(1,2)}은 {\displaystyle E}의 부분 집합 가운데 폐포가 {\displaystyle E} 전체인 것들의 수이다.
- {\displaystyle T_{E}(2,2)=2^{|E|}}은 {\displaystyle E}의 모든 부분 집합의 수이다.

또한, 임의의 두 매트로이드 {\displaystyle E}, {\displaystyle E'}에 대하여
{\displaystyle T_{E\oplus E'}(x,y)=T_{E}(x,y)T_{E'}(x,y)}
이며, 또한
{\displaystyle T_{E^{*}}(x,y)=T_{E}(y,x)}
이다.

### 그래프의 경우
유한 그래프 {\displaystyle \Gamma }의 순환 매트로이드의 텃 다항식은 다음과 같다.
{\displaystyle T_{\Gamma }(x,y)=\sum _{S\subseteq \operatorname {E} (\Gamma )}(x-1)^{|\operatorname {Conn} (S)|-|\operatorname {Conn} (\Gamma )|}(y-1)^{|\operatorname {Conn} (S)|+|A|-|\operatorname {V} (\Gamma )|}}
여기서
- {\displaystyle \operatorname {Conn} (-)}은 연결 성분의 집합이며, {\displaystyle |\operatorname {Conn} (-)|}은 그 집합의 크기, 즉 연결 성분의 수이다.

## 역사
윌리엄 토머스 텃이 도입하였다.